# Щавинский, Мечислав Мечиславович
Мечислав Мечиславович Щавинский (род. 1915) — советский актёр оперы (тенор) и кино.

## Биография
Родился 8 августа (21 августа по новому календарю) 1915 года.
В 1945 году окончил Винницкий медицинский институт.
Свою артистическую деятельность начал как вокалист в самодеятельных коллективах.
В 1940 году и 1946—1947 годах — солист Винницкого оперного театра, в 1947—1949 годах — Московского оперно-драматического театра им. Станиславского (одновременно брал уроки пения у Л. Я. Шор-Плотниковой, а в 1955—1959 годах у А. С. Стрельниковой).
С 1949 года — солист Московского музыкального театра им. Станиславского и Немировича-Данченко, был сценическим партнером Т. Ф. Янко.
В РГАЛИ имеются материалы, посвященные М. М. Щавинскому.

## Награды
- Заслуженный артист РСФСР (1957).